# Komorów (województwo lubuskie)
Komorów (niem. Mückenberg, łuż. Komorow) – wieś w Polsce położona w województwie lubuskim, w powiecie krośnieńskim, w gminie Gubin; przed 1945 pod nazwą Mückenberg.
W latach 1975–1998 miejscowość administracyjnie należała do województwa zielonogórskiego.
O Komorowie wspomniano w dokumentach pierwszy raz w roku 1403. Do wsi, która została w 1928 roku przyłączona do gminy miasta Guben należały pierwotnie: folwark, owczarnie oraz kolonia z leśniczówką. Do końca wojny Komorów należał do parafii Kościoła Klasztornego w Guben. 
Od roku 1935 stał się znany za sprawą garnizonu, ponieważ stacjonował tu 29 Pułk Piechoty oraz inne wojska. Po wojnie koszary wykorzystywały 19 Dywizja Zmechanizowana, 5 Saska Dywizja Pancerna (Zmechanizowana) i do 2002 roku 5 Brygada Zmechanizowana. 
W 1952 roku mieszkało w Komorowie 220 osób w 50 gospodarstwach. Znajdował się tutaj również wybudowany w 1900 roku młyn elektryczny o zdolności produkcyjnej 15 ton na dobę.
W 1987 roku rozpoczęto budowę, a w roku następnym ukończono budowę kościoła pw. Podwyższenia Krzyża Świętego. 
W Komorowie rośnie najstarszy i najgrubszy wiąz szypułkowy w Polsce oraz prawdopodobnie także Europie – Wiąz Wiedźmin. Obwód pnia ma 930 cm, średnicę pierśnicy 296 cm, wysokość 18-19 m, zaś wiek ok. 463 lat.